# قلعة ناعم (مدينة حجة)

تعديل مصدري - تعديل

قلعة ناعم هي إحدى قرى عزلة حملان بمديرية مدينة حجة التابعة لمحافظة حجة، بلغ تعداد سكانها 47 نسمة حسب تعداد اليمن لعام 2004.